# Bactriola paupercula
Bactriola paupercula là một loài bọ cánh cứng trong họ Cerambycidae.